# Superman se vrací
Superman se vrací (v anglickém originále Superman Returns) je americký akční film z roku 2006 režiséra Bryana Singera. Snímek vychází z komiksů o Supermanovi, vydávaných vydavatelstvím DC Comics. Zároveň navazuje na první a druhý supermanovský snímek z konce 70. let a ignoruje události ze třetího a čtvrtého dílu, které vznikly v 80. letech a které nebyly komerčně ani hodnocením kritiky úspěšné. Titulní postavu ztvárnil Brandon Routh, jeho bývalou lásku Lois Laneovou si zahrála Kate Bosworth a v roli Supermanova úhlavního protivníka Lexe Luthora se objevil Kevin Spacey. Film, jehož rozpočet činil 270 milionů dolarů, byl do amerických kin uveden 28. června 2006. Celosvětově utržil 391,1 milionů dolarů.

## Příběh
Superman se po 5 letech vrací na Zemi a nachází změněný svět. Jako Clark Kent se vrátí do redakce novin Daily Planet, kde zjistí, že jeho kolegyně a bývalá láska Lois Laneová žije se svým snoubencem, Richardem, se kterým má syna. Lex Luthor byl mezitím za Supermanovy nepřítomnosti propuštěn z vězení a plánuje pomocí krystalů z Kryptonu zatopit část světa, přičemž jedinou dostupnou půdu bude vlastnit a prodávat on.

## Obsazení
- Brandon Routh jako Clark Kent / Superman
- Kate Bosworth jako Lois Laneová
- James Marsden jako Richard White
- Frank Langella jako Perry White
- Eva Marie Saint jako Martha Kentová
- Parker Posey jako Kitty Kowalská
- Kal Penn jako Stanford
- Sam Huntington jako Jimmy Olsen
- Kevin Spacey jako Lex Luthor
- Tristan Lake Leabu jako Jason White
- James Karen jako Ben Hubbard
- David Fabrizio jako Brutus
- Jack Larson jako barman Bo
- Noel Neill jako Gertrude Vanderworthová